# International CargoStar
У 1970 році International розділила CO Loadstar на власну лінійку продуктів, яка отримала назву Cargostar. У рамках оновлення моделі Cargostar отримав більшу решітку радіатора та ширшу кабіну порівняно з попередником. Конкуруючи безпосередньо з Ford C-Series, Cargostar був вантажівкою середньої вантажопідйомності, оснащеною як бензиновими, так і дизельними двигунами (спільними зі звичайним Loadstar).